# Précontrainte
La précontrainte est une technique de construction des structures ou des composants en béton qui consiste à créer des efforts internes favorables dans le matériau avant de le soumettre à une charge. En effet, le béton est un matériau qui résiste bien à la compression, mais pas à la traction. Les efforts de précontrainte sont soigneusement calculés pour s'affranchir au mieux des effets défavorables dus à la faible résistance en traction du béton. La précontrainte est le plus souvent réalisée à l’aide de câbles tendus enrobés de béton.

## Principe
La mise en charge induit dans une construction des contraintes aussi bien en compression qu’en traction. La stabilité des constructions exige que ces contraintes ne dépassent jamais la capacité du matériau.
Diverses techniques ont été mises au point pour surmonter cette difficulté :

Une première technique (non développée ici) est celle du béton armé où des barres en acier sont placées dans le coffrage avant bétonnage. Elles adhèrent au béton et forment avec celui-ci un matériau composite. Les barres sont passives ; elles ne sont sollicitées que lors de la mise en charge de la structure. 
La technique développée dans cet article est la précontrainte: 
- Un premier système de précontrainte consiste à glisser des vérins entre les appuis et la structure. L’ouverture des vérins induit des efforts de bridages internes. Un choix judicieux de l’emplacement et de l’ouverture des vérins permet de rendre favorables ces bridages. Ce système ne fait donc pas directement appel à des aciers incorporés dans la construction. Il est, par exemple, souvent appliqué aux ponts à deux travées surplombant les autoroutes  sous forme d’un soulèvement de l’appui central[2].

- Un second système est d'utiliser du béton  précontraint. Comme dans le béton armé, de l’acier est associé au béton, mais, dans ce cas ci, il est tendu avant mise en charge de la structure. L'acier n’est pas nécessairement en contact direct avec le béton. c'est un béton solide.

Deux types de béton précontraint se distinguent selon le moment où les aciers sont mis en tension. Ces deux types sont usuellement regroupés sous le terme « précontrainte ».

### Pré-tension
Dans ce cas, des fils d’acier sont tendus entre deux bancs. Ils traversent un  coffrage où du béton frais est coulé et fait sa prise. Après durcissement, les fils sont coupés. À ce moment les aciers transfèrent une partie de leur tension sous forme de compression du béton : la compression du béton équilibre la tension dans les aciers.
Le contact fil/béton se fait tout le long du fil. Lorsque les fils sous tension sont sectionnés, souvent au moment où un composant en béton de grande longueur est scié en éléments plus courts (p. ex. lors de la préfabrication de traverses de voie ferrée), les fils ont tendance à se raccourcir (déformation élastique de l'acier) et donc à augmenter de diamètre (coefficient de Poisson), ce qui assure le contact intime entre le fil et le béton. Le tracé des fils est le plus souvent rectiligne.
La pré-tension de composants en béton est mise en œuvre dans des ateliers spécialisés équipés de bancs de mise en tension. Outre la préfabrication de traverses de voie ferrée, elle s’applique aussi à de courtes poutres de pont, à des hourdis pour plancher, ou encore aux poteaux d’éclairage.

### Post-tension
Dans ce second cas, le béton frais est coulé dans le coffrage et fait sa prise. Des fils (ou des câbles) sont alors enfilés dans des gaines laissées en attente dans le béton. Ces fils sont ensuite tendus à l’aide de vérins et calés. A la dépose des vérins, les fils transfèrent une partie de leur tension sous forme de compression du béton : la compression du béton équilibre la tension dans les aciers. Le tracé des gaines n'est pas nécessairement rectiligne ; elles peuvent être courbées de sorte à injecter des efforts en des zones soigneusement choisies.
La post-tension s’applique aux structures de génie civil de plus grande taille comme les ponts, les enceintes primaires de confinement des réacteurs nucléaires et les réservoirs de gaz naturel liquéfié devant être capables de résister à un accroissement de pression interne en cas de situations accidentelles.

## Histoire
La précontrainte date de 1928, année où l'ingénieur français Eugène Freyssinet dépose une demande de brevet. Elle donnait la définition suivante :
« Précontraindre une construction, c'est la soumettre, avant application des charges à des forces additionnelles déterminant des contraintes telles que leur composition avec celles provenant des charges donne en tous points des résultantes inférieures aux contraintes limites que la matière peut supporter indéfiniment sans altération. »

## Matériaux

### Béton
L’économie du béton précontraint conduit à utiliser des bétons à haute capacité, ou même à très haute capacité. Des bétons de la classe C50/60  sont couramment utilisés.

### Acier
L’économie du béton précontraint conduit à utiliser des aciers à haute capacité. Des aciers ayant une limite élastique de 1 800 MPa sont couramment utilisés.
L’acier peut être présent  sous forme de fils, de torons, de câbles, ou même de barres.
- Les barres sont courtes et droites. Elles sont utiles pour des applications spéciales comme les ancrages dans le sol.
- Les fils (jusque 6 mm de diamètre) conviennent pour les mises en tension de « pré-contrainte » en atelier (tracé rectiligne). Ils peuvent être groupés par 6 à 8 et former des torons.
- Les câbles sont constitués de fils ou de torons. Leur mise en œuvre en post-contrainte  permet de leur donner un tracé comportant des courbures (tracé non rectiligne). Ils sont utilisés lorsque des efforts importants sont requis.

### Évolution dans le temps
La  tension dans les aciers et donc la compression dans le béton évoluent durant la durée de vie de la structure. Notons :
- Les pertes par glissement aux ancrages lors du calage des fils ou torons
- Les pertes par raccourcissement du béton lors de la compression de celui-ci
- Les pertes par retrait[5] et fluage[6] du béton
- Les pertes par relaxation[7] des aciers fortement tendus

Le nombre de fils d’acier ainsi que leur tension initiale sont choisis pour assurer la stabilité des constructions jusqu'à leur fin de vie.

### Corrosion
Les aciers fortement tendus sont très sensibles à la corrosion sous contrainte. Il convient de les protéger de l’atmosphère extérieure  par une graisse spéciale ou par un coulis de ciment passivant.

### Quelques systèmes
Pour la  post-contrainte, le transfert des efforts des câbles vers le béton se fait au niveau des ancrages des câbles. L’effort important qui y transite demande un dimensionnement et une fabrication soignée.
Quelques fabricants proposent leurs systèmes :
- DYWIDAG-Systems International[10]
- Freyssinet (entreprise)
- VSL (entreprise) [11]
- OVM (entreprise)

## Codes et réglements
Des codes ou règlements officiels définissent les critères de stabilité ainsi que les coefficients de sécurité à prendre en compte lors de la conception des structures précontraintes. Notons principalement:
- Les Eurocodes développés par le Comité européen de normalisation (CEN) [12] et plus spécifiquement l’Eurocode 2 [13].
- Les normes US rédigées par les professionnels de la construction. Notons plus précisément l’ACI-318 [14] développé par l’American Concrete Institute [15] pour le béton armé et précontraint.

## Applications principales
Poteaux supports des lampadaires de l’éclairage public
Hourdis et planchers précontraints pour les bâtiments
Ponts
Réservoirs contenant du  gaz naturel liquéfié à -164 °C (LNG)
Enceinte de confinement pour centrale nucléaire
Plate-forme pétrolières en mer (offshore)
château d'eau, tunnels, ancrages de sol…
- Galerie et base de données internationales d'ouvrages d'art[16]

## Organismes  professionnels

### FIB
La FIB (Fédération internationale du béton) est née en 1998 de la fusion du CEB (Comité Euro-international du béton) fondé en 1953 et de la FIP (Fédération Internationale de la Précontrainte) créé en 1952. La FIB a pour vocation de développer et stimuler au niveau international, les études scientifiques et les applications des constructions en béton.  La FIB publie divers documents concernant le dimensionnement et la mise en œuvre de la précontrainte.

### PCI
Le Precast/Prestressed Concrete Institute (PCI), est une organisation professionnelle américaine ayant des membres partout dans le monde. PCI a pour objectif de promouvoir l'utilisation du béton préfabriqué et précontraint. Il publie divers documents concernant le dimensionnement et la mise en œuvre de la précontrainte.